# Thiratoscirtus mastigophorus
Thiratoscirtus mastigophorus es una especie de araña saltarina del género Thiratoscirtus, familia Salticidae. Fue descrita científicamente por Wiśniewski & Wesołowska en 2013.
Habita en Congo.